# Herbert Simon
Herbert Alexander Simon (født 15. juni 1916, død 9. februar 2001) var en amerikansk politolog, økonom og psykolog, hvis forskning lå på tværs af områderne kognitiv psykologi, datalogi, offentlig administration, økonomi, ledelse, videnskabsteori, sociologi, og statskundskab. 
Han var bl.a. professor ved Carnegie Mellon University.
Herbert Simon er bl.a. kendt for sin teori om administrativ beslutningsadfærd, som han har formuleret på basis af sine studier. Han mente, at individers kognitive forståelse er begrænset af de omstændigheder, hvori de handler. Mennesket er ikke fuldt rationelt. Derfor vil en beslutning træffes på baggrund af de omstændigheder og muligheder, individet har i den kontekst, denne agerer i, hvor alternativer og konsekvenser for en beslutning er begrænsede. Dette har ført til begrebet "administrative man", som står i modsætning "economic man". Simon dannede også begrebet "begrænset rationalitet" (bounded rationality) og "satisfiering" (som modsætning til optimering).